# 池田長喬 (片桐池田家)
池田 長喬（いけだ ながたか、延宝4年（1676年）- 享保8年4月18日（1723年5月22日））は、岡山藩の家老。片桐池田家第4代当主。
父は岡山藩家老池田長久。母加藤泰義の娘。正室は伊木幸和の娘。子は池田長處、土倉一貞（一明）、伊木忠知。幼名広助。通称は靫負、主殿。

## 生涯
延宝4年（1676年）、岡山藩家老池田長久の嫡男として周匝に誕生する。天和3年（1683年）、藩主池田綱政に御目見する。元禄10年（1697年）、父長久の死去により家督相続し、岡山藩仕置家老、周匝2万2000石の領主となる。名を靫負と改める。
元禄11年（1698年）9月、江戸の勅額火事により岡山藩中屋敷、向屋敷、三河町屋敷が焼失したため、大坂の両替商鴻池善右衛門から借用した銅200貫や大工、足軽を江戸に送った。元禄12年（1699年）、幕府より、当時天領となっていた福山領の検地御用（元禄検地）を命じられ、その惣奉行を務めた。元禄13年（1700年）、検地御用を務めたことを幕府より賞されて銀と時服を賜った。同年7月、名を主殿と改める。元禄14年（1701年）3月23日、赤穂事件発生後の赤穂藩の様子を情報収集し、江戸の藩主綱政に書状で報告している。正徳元年（1711年）、朝鮮通信使接待役の総責任者を務める。
享保8年（1723年）4月18日没。家督は嫡男の長處が相続した。